# Польская социалистическая партия — Свобода, Равенство, Независимость
Польская социалистическая партия — Свобода, Равенство, Независимость (пол. Polska Partia Socjalistyczna – Wolność, Równość, Niepodległość), или Движение трудящихся масс города и деревни (пол. Ruch Mas Pracujących Miast i Wsi) — подпольная организация польских социалистов в 1939—1945 годах. Являлась формой существования Польской социалистической партии в условиях нацистской оккупации. Продолжала традиции радикальных пилсудчиков. Активно участвовала в антинацистской вооружённой борьбе. В июле 1945 года партия была распущена. Некоторые активисты организации продолжали оппозиционную деятельность ПНР. Большинство членов партии вступили в PPS.

## Создание
27 сентября 1939, после капитуляции Варшавы, столичный комитет Польской социалистической партии (PPS) постановил временно прекратить деятельность PPS. Обращение к народу призывало сохранять спокойствие и благоразумие, «контролировать рефлексы отчаяния и мести».
Многие социалисты отказались признавать это постановление. 2 октября 1939 года в Варшаве тайно собралась группа членов Центрального исполнительного комитета PPS во главе с ветераном партии и её боевых групп Казимежем Пужаком. «Легенду о прекращении деятельности» решено было поддерживать, дабы ввести в заблуждение гестапо. При этом ветеран боевых подразделений PPS Тадеуш Штурм де Штрем получил поручение установить связь с Союзом вооружённой борьбы.
19-21 октября 1939 под Варшавой состоялась всепольская конспиративная конференция активистов социалистического подполья. Через несколько недель организация приняла название (автором стал Казимеж Пужак): Польская социалистическая партия — Свобода, Равенство, Независимость. Структура рассматривалась как временная форма существования PPS на период антинацистской борьбы.

## Структура и руководство
PPS-WRN структурировалась как типичная подпольная организация. Первичными ячейками были конспиративные «пятёрки», изолированные друг от друга, но управляемые централизованным руководством нескольких уровней, от гминного до всепольского. На каждом уровне существовало также дублирующее руководство — на случай ареста или гибели. При каждой территориальной организации действовали два вооружённых формирования — отряды Гвардии Людовой WRN (ведение боевых действий против оккупантов) и Рабочей милиции PPS-WRN (обеспечение безопасности, поддержание порядка, разведка, контрразведка, саботаж в промышленности).
Главным военно-политическим авторитетом организации был Казимеж Пужак (формально не являвшийся первым лицом). Он же возглавлял штаб Гвардии Людовой WRN. По состоянию на май 1944 года в центральное руководство PPS-WRN входили:
- Томаш Арчишевский (председатель)

- Зигмунт Заремба (заместитель председателя)

- Казимеж Пужак (генеральный секретарь)

- Болеслав Дратва (казначей, руководитель Варшавской окружной организации)

- Юзеф Дзенгелевский (руководитель военного отдела, комендант варшавских подразделений Гвардии Людовой WRN)

- Юзеф Циранкевич (руководитель Краковской окружной организации, к тому времени находился в Освенциме)

- Алексы Бень (руководитель Люблинской окружной организации)

- Антоний Здановский (руководитель подпольных социалистических профсоюзов)

- Антоний Щерковский

- Дорота Клушиньская

В июле 1944, после переезда Арчишевского в Лондон, пост председателя занял Заремба. В марте 1945, после ареста Пужака, генеральным секретарём стал Штурм де Штрем (казначеем — Бень).

## Программа
Основной программный документ PPS-WRN — «Программа польского народа» — был издан в августе 1941 года. Соавторами выступили Зигмунт Заремба и активист крестьянского движения Станислав Милковский. Программа была задумана как объединяющая платформа социалистов и крестьян.

Будущее Польши — республиканский строй, основанный на принципах свободы, демократии и социального прогресса в соответствии с идеалами организованных рабочих, крестьян и служащих. Только такая платформа может быть основой честных отношений взаимного доверия. Эта платформа, идеологически близкая всем партиям трудящихся масс, должна стать базовой при создании правительства.

В политической сфере программа носила популистско-демократический характер: республиканский строй, гражданские и политические свободы, парламентаризм, развитие прямой плебисцитарной демократии и муниципального самоуправления, обеспечение равного доступа к образованию и культуре. Специфичен был пункт, касающийся межнациональных отношений: переселение польских немцев в Германию, за исключением тех, кто сможет доказать полную лояльность Польскому государству.
Социально-экономическая часть программы выдерживалась в коллективистском ключе, отражая социалистическую и народническую идеологию авторов. Основной формой хозяйства и социальной жизни назывались кооперативы и местные советы. Создавались общенациональные координационные органы — палаты корпоративистского типа. Объявлялось о плановом начале в экономике.
Предполагалась национализация оборонной промышленности, железных дорог, металлургии, сырьедобычи. Частные предприятия ставились под контроль местного самоуправления. Крупные землевладения экспроприировались без компенсации и передавались кооперативам и малоземельным крестьянам, которые стимулировались к кооперации. Банки и иные финансовые структуры передавались государству и общественным организациям. Вводились многообразные социальные программы, особенно государственное страхование. Перераспределялось налоговое бремя.

## В борьбе Сопротивления
После капитуляции Варшавы представители PPS-WRN Зигмунт Заремба и Мечислав Недзялковский приняли участие в создании Службы победе Польши, возглавленной генералом Токажевским-Карашевичем. После ареста Недзялковского, в феврале 1940, представителем PPS-WRN в Службе победе Польши стал Пужак. Организация активно сотрудничала с Союзом вооружённой борьбы.
Первоначально PPS—WRN входила в Политический координационный комитет — межпартийный орган руководства подпольем — однако 10 сентября 1941 вышла из его состава. Причина заключалась в антисоветском идеологическом уклоне PPS-WRN(PPS-WRN была противником восточной политики Сикорского, резко протестовала против соглашения Сикорского-Майского)
С 1943 PPS-WRN была представлена в Совете национального единства, где доминировали социалисты и сторонники Миколайчика. Во главе Совета стоял Казимеж Пужак. Комендант Рабочей милиции Антоний Пайдак занимал пост заместителя представителя Польского правительства в изгнании Яна Пекалкевича.
Вооружённые силы PPS—WRN насчитывали до 70 тысяч бойцов — более 40 тысяч в Гвардии Людовой, около 27 тысяч в Рабочей милиции (из них до 5 тысяч женщин). Крупнейшие формирования базировались в Кракове и окрестностях, Варшаве и столичном регионе, Тарнуве, Радоме, Силезии и Домбровском угольном бассейне. Наибольшая поддержка была в промышленных районах с многочисленным рабочим классом.
Гвардия Людова WRN вела активную борьбу с оккупантами. Был совершён ряд атак и боестолкновений с немцами. Особую известность приобрёл бой в лесах Госцибии (гмина Сулковице) 11—13 января 1945. Эти действия велись в тесном взаимодействии с Армией Крайовой. С прокоммунистической Армией Людовой поддерживался «вооружённый нейтралитет» (совместные выступления были единичны). Враждебными были отношения с Национальными вооружёнными силами (НСЗ), где доминировали крайне правые тенденции (среди отзывов: «НСЗ начинают действовать не хуже немцев»). Отмечались эпизоды взаимных нападений и убийств.
Рабочая милиция PPS—WRN занималась обеспечением безопасности населения и структур подполья. Велась также разведывательная и контрразведывательная деятельность. Особой функцией было осуществление актов саботажа на предприятиях при одновременном сохранении промышленного потенциала Польши и защите работников.
Вооружённые формирования PPS—WRN приняли активное участие в Акции «Буря» и Варшавском восстании.
В январе 1945 вооружённые силы PPS—WRN приняли название Oddziały Wojskowe Powstańczego Pogotowia Socjalistów — Военные отделы повстанческого быстрого реагирования социалистов и были расформированы.
Важное место, наряду с организационной и военной активностью, занимала агитационно-пропагандистская деятельность. PPS—WRN выпускала в общей сложности до 50 подпольных изданий. Наибольшее распространение получили они в Кракове (Wolność, Naprzód, Komunikat Informacyjny OK RMP), Варшаве (Informator, Tydzień od.. do…, WRN, Robotnik w Walce, Robotnik, AS. Biuletyn radiowy, Wieś i Miasto, Wolność) и Домбровском угольном бассейне (Sygnały, Pobudka, Nasza Walka, Wolność, Głos Ludu, Siła, Robotnik, Bulletinof War). Пропагандистский аппарат PPS—WRN замыкался на профессионального журналиста Зарембу.
Борьба шла не только с Третьим рейхом, но и с СССР. Ещё в 1939—1940 на территориях, присоединённых в результате Польского похода РККА, органы НКВД провели серию арестов. Две подпольные социалистические группы были разгромлены во Львове, лидеры репрессированы.

## Трудности между социалистами
На протяжении 1940—1944 PPS—WRN вела трудные переговоры об объединении с другими социалистическими организациями. Сторонниками интеграции были такие авторитетные деятели довоенной PPS, как Адам Прухник, Генрик Вахович, Зигмунт Жулавский. Однако эти попытки не дали эффекта, поскольку Пужак категорически не принимал сближения с коммунистической ППР, особенно характерного для Ваховича. Сторонники альянса с коммунистами в PPS условно именовались «люблинским крылом» (по месту проведения сентябрьского съезда партии в 1944, на котором было принято решение о вхождении в прокоммунистическое правительство Эдварда Осубки-Моравского).
5 июня 1943 конференция PPS—WRN решила восстановить название PPS (оглашено это решение было только в начале мая 1944).

Последнюю битву за судьбу Польши и польского социализма мы решили вести, как когда-то в течение полувека, под символом славы, героизма и самопожертвования — знаменем PPS.

15 марта 1945 на заседании руководства в очередной раз обсуждался вопрос о присоединении к «правительству национального единства». Однако отношения между PPS—WRN и «люблинским» крылом приобрели к тому времени характер открытой вражды. Была принята резолюция с осуждением клеветнической кампании в отношении лидеров организации, в частности Пужака и Зарембы.

## Репрессии, попытка легализации и самороспуск
Коммунистические репрессии начались в Польше ещё до конца войны. 27 марта 1945 Казимеж Пужак с группой соратников, в том числе Антонием Пайдаком, был арестован МГБ СССР. Они были доставлены в Москву и осуждены на Процессе шестнадцати. Руководство PPS—WRN принял на себя Зигмунт Заремба. Однако в PPS резко усилились сторонники альянса с ППР во главе с Циранкевичем. В июле 1945 года было принято решение о самороспуске PPS—WRN.
Некоторые активисты распущенной организации PPS—WRN пытались продолжать подпольную борьбу. Особую активность проявляли Тадеуш Штурм де Штрем, Владислав Вильчинский, Людвик Цон. Однако Министерство общественной безопасности (единственным некоммунистическим руководителем которого являлся Генрик Вахович, заместитель министра Радкевича) жёстко подавило эти попытки (эти попытки после сформированиа на базе Временного правительства Польской Республики коалиционного временного правительства были единичны). К концу 1945 PPS—WRN была практически ликвидирована. Большинство членов партии вступили в PPS во главе с Циранкевичем. Амнистированный в СССР Пужак в 1945 г. вернулся в Польшу и в 1947 г. был арестован. Над некоторыми лидерами PPS—WRN (включая Пужака, Штурм де Штрема, Дзенгелевского) был проведён показательный процесс, Пужак умер в тюрьме. В 1948 состоялось объединение ППР и PPS в коммунистическую ПОРП.

## Судьбы лидеров
Томаш Арчишевский скончался в эмиграции в Лондоне.
Казимеж Пужак был амнистирован в СССР, вернулся в Польшу, где вновь арестован МОБ. Приговорён к 10 годам заключения, в 1950 скончался в тюрьме при неясных обстоятельствах. Посмертно награждён орденом Белого орла.
Зигмунт Заремба в 1946 эмигрировал во Францию. Был активистом польской социалистической эмиграции, с левых позиций участвовал в антикоммунистических и антисоветских кампаниях. Занимался социополитологическими исследованиями советской системы. Скончался в 1967 под Парижем.
Тадеуш Штурм де Штрем возглавлял антикоммунистическое подполье PPS—WRN. В 1947 был арестован, осуждён по политическим обвинениям, до 1952 находился в тюрьме. После освобождения работал бухгалтером. В период «гомулковской оттепели» стал членом Комитета философии Польской академии наук. Скончался в 1968.
Антоний Пайдак отбыл срок заключения в СССР, в 1955 вернулся в Польшу. Работал в ПНР адвокатом и юрисконсультом, активно участвовал в протестном движении. Скончался в 1988 в возрасте 93 лет.
Болеслав Дратва погиб в Варшавском восстании.
Юзеф Дзенгелевский участвовал в социал-демократическом движении, дважды арестовывался, освобождён досрочно по состоянию здоровья, скончался от туберкулёза в 1952.
Алексы Бень сошёлся с «люблинским» крылом, был депутатом сейма. Вступил в ПОРП, состоял в коммунистической ветеранской организации «Союз борцов за свободу и демократию». Скончался в 1977.
Антоний Здановский участвовал в попытке создания ПСДП, пытался найти соглашение с «люблинцами». В 1947 был арестован, подвергался на следствии физическому воздействию. Скончался вскоре после освобождения в 1948.
Антоний Щерковский вступил в «люблинскую» PPS, потом в ПОРП. Скончался в 1960.
Дорота Клушиньская вступила в ПОРП, была членом ЦК. Занимала посты в социальных отделах новой администрации. Скончалась в 1952.
Юзеф Циранкевич возглавлял прокоммунистическое крыло PPS. После объединения с ППР стал одним из руководителей ПОРП. Более двадцати лет являлся премьер-министром ПНР. Скончался в 1989.

## Продолжение традиции
Некоторые члены PPS—WRN участвовали в оппозиционном движении ПНР. Антоний Пайдак и Людвик Цон были соучредителями Комитета защиты рабочих. Последним боестолкновением PPS—WRN можно условно считать драку 86-летнего Пайдака с «неизвестными лицами» (предположительно, агентами госбезопасности 10 марта 1981 года.
Ряд положений «Программы польского народа» отразился в идеях движения Солидарность 1980—1981 годов. 1 декабря 1981 года Яцек Куронь, Адам Михник и Збигнев Буяк инициировали создание организации Kluby Rzeczypospolitej Samorządnej — Wolność, Sprawiedliwość, Niepodległość — Клубы Самоуправляемой Речи Посполитой — Свобода, Справедливость, Независимость. Название организации прямо отсылала к традиции PPS военных времён.
Различие состояло в том, что «Солидарность» категорически отвергала насилие как метод политической борьбы.